# Rappi Rangai
Rappi Rangai (乱飛乱外) é uma série de mangás criada pelo mangaká Tanaka Hosana em 9 volumes, publicada pela Kodansha.

## Enredo
A história gira em torno de uma tripulação ninja comandada por Raizō Katana. Ele morava em uma vila onde os moradores desprezavam-no porque ele tinha um chifre na cabeça. Após conhecer Kisarabi e Kagari (um grupo de kunoichis), ele descobre que é o herdeiro ilegítimo de um antigo clã chamado Katana e que deve restaurar a honra da família. Eles planejam ganhar prestígio ao casá-lo com uma princesa de outra família e aumentar os seus poderes (político e militar). Ao longo da série, Raizō ganha o coração de muitas princesas, mas foge sempre devido a um mal-entendido. Um clã chamado Kabuki também tenta controlar outras famílias, mas falha quando Raizō foge, causando a ira de Seikan Kabuki, o líder do clã.

## Personagens
- Raizo Katana: Personagem principal do anime, ele tem um chifre na testa que ganhou pelas disputas que teve com outros aldeões no passado. Ele acaba por descobrir que é o descendente perdido de um clã de guerreiros poderosos, o clã Katana. Com a chegada das kunoichis, ele irá em busca de restaurar a antiga glória que seu clã almeja.[carece de fontes?]

- Kagari: Kunoichi responsável pela proteção de Raizō. Ela fica apaixonada por ele e tem uma técnica de combate única, o Shingaitō, reforçando a capacidade do usuário acima do máximo desde que a pessoa que você ama olha para você.

- Kisarabi: Kunoichi responsável pela proteção de Raizō, ela usa uma arma de fogo de longa alcance, é ótima para desenvolver estratégias e é o cérebro da equipe.

- Himemaru: Kunoichi responsável pela proteção de Raizō, ela usa filhos como arma para atacar os seus oponentes. Apesar de ser considerada uma kunoichi, ela é, na verdade, um homem.

- Seikan Kabuki: Antagonista principal da história, ele controla jovens mulheres com o seu sangue. Suas tentativas são sempre frustradas por Raizou. Ele é fascinado pelo poder de Kagari e quer “acrescentá-lo à sua coleção.”
- Mizuchi: Kunoichi responsável pela proteção de Raizō, embora ela tenha se unido ao clã Seikan pela sua obsessão por dinheiro. É a irmã de Kagari e pretende reuni-la a sua causa sem matar Raizō.

## Recepção
O primeiro volume de Ninja Girls estreou em sexto lugar na lista de best-sellers de mangá do The New York Times na semana de 23 a 29 de agosto de 2009. Na semana seguinte, o primeiro volume de Ninja Girls caiu para a oitava posição. Joseph Luster, escrevendo para a Otaku USA, sentiu que o mangá estava em uma posição estranha: "muito fan service para alguns, mas não o suficiente para outros".
Leroy Douresseaux, da Comicbookbin.com, compara o tom do mangá com Ichigo 100%, e acha que o mangá está cheio de "violência cômica que é brutal e sangrenta ou insinuação definida por ninja feminina (kunoichi) em algum estado de desvestir". Davey C. Jones, da Activeanime.com, desfrutou dos desenhos de personagens "voluptuosos" das garotas. Matthew Alexander achou o personagem da tábua de espírito imbuído com o espírito da mãe do protagonista ser muito engraçado, e achou o protagonista ser um "personagem agradável" que "se preocupa mais com os sentimentos das pessoas que o rodeiam do que com o seu próprio bem-estar". Dan Polley sentiu que o primeiro volume tinha "potencial", e que os personagens secundários eram intrigantes.